# Craig Forrest
Pour les articles homonymes, voir Forrest.
Craig Forrest, né le 20 septembre 1967 à Vancouver (Canada), est un ancien joueur international canadien de soccer ayant évolué au poste de gardien de but. Il a dû se retirer du monde professionnel à cause d'un cancer testiculaire. Depuis ce retrait, il est devenu analyste sportif sur la chaîne de télévision canadienne Rogers Sportsnet.

## Palmarès
- 56 sélections et 0 but avec l'équipe du Canada entre 1988 et 2002.